# 小田信士
小田 信士（おだ しんじ、1901年〈明治34年〉 - 1997年〈平成9年〉8月11日）は、日本の教育者。

## 略歴
1901年、山形県生まれ、山形県立 酒田商業学校から、1922年に新設の福島高等商業学校（現在の福島大学）に進学、第一期生として1925年に卒業、さら九州帝国大学経済学部に進み、1930年に卒業。
青山学院専門部および明治学院の教授を経て、1946年、弘前学院(大学・短大・高校)院長、1960年に宮城学院長となり、宮城学院女子大学長を兼務する。併せて、前任校弘前学院名誉院長となる。敬虔なクリスチャンであり、生涯、教育者としてミッションスクールで教鞭をとるかたわら、研究者としては、キリスト教経済思想史の著作を上梓する。

## 著作
- 「神と経済の問題」(現代基督教叢書、第８巻、基督教思想叢書刊行会、1935)
- 「宗教経済文化史」(新光閣、1942)
- 「教育とキリスト教」(聖文社、1973)
- 「幕末キリスト教経済思想史」(教文社、1982)